# Pseudoephedrin
Pseudoephedrin ist ein Phenylethylamin-Alkaloid mit stimulierender und gefäßverengender Wirkung. Es ist das Diastereomer von Ephedrin und gehört wie dieses zu den indirekten Sympathomimetika und findet häufig als Erkältungsmittel Verwendung.

## Vorkommen und Gewinnung
Es kann aus einigen Pflanzenarten der Gattung Ephedra (Ephedra L. und Ephedra sinica) gewonnen werden und kommt auch in der Indischen Malve (Sida cordifolia) und im Asiatischen Tüpfelmohn (Roemeria refracta) vor.

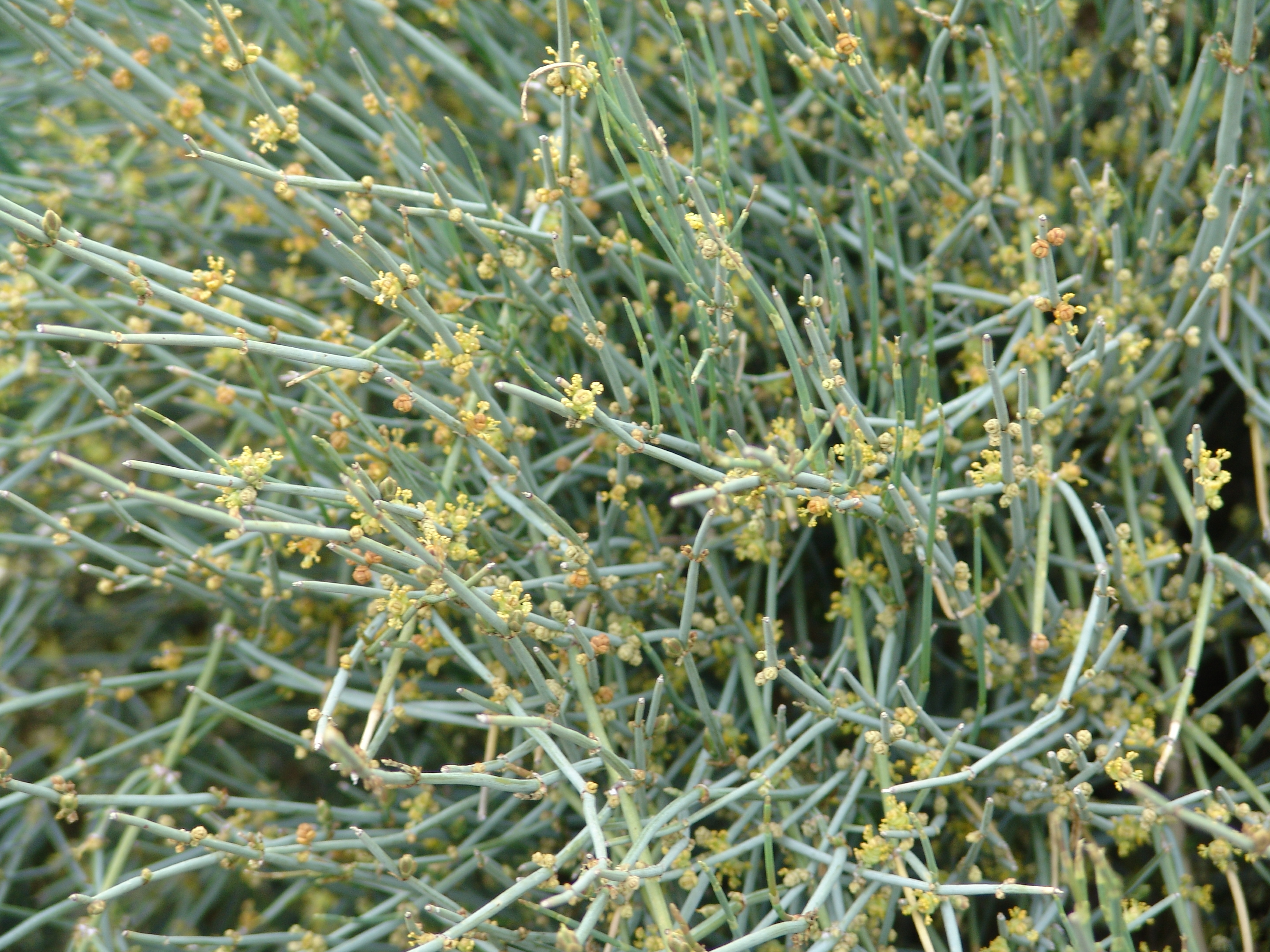
Mongolisches Meerträubel (Ephedra equisetina)
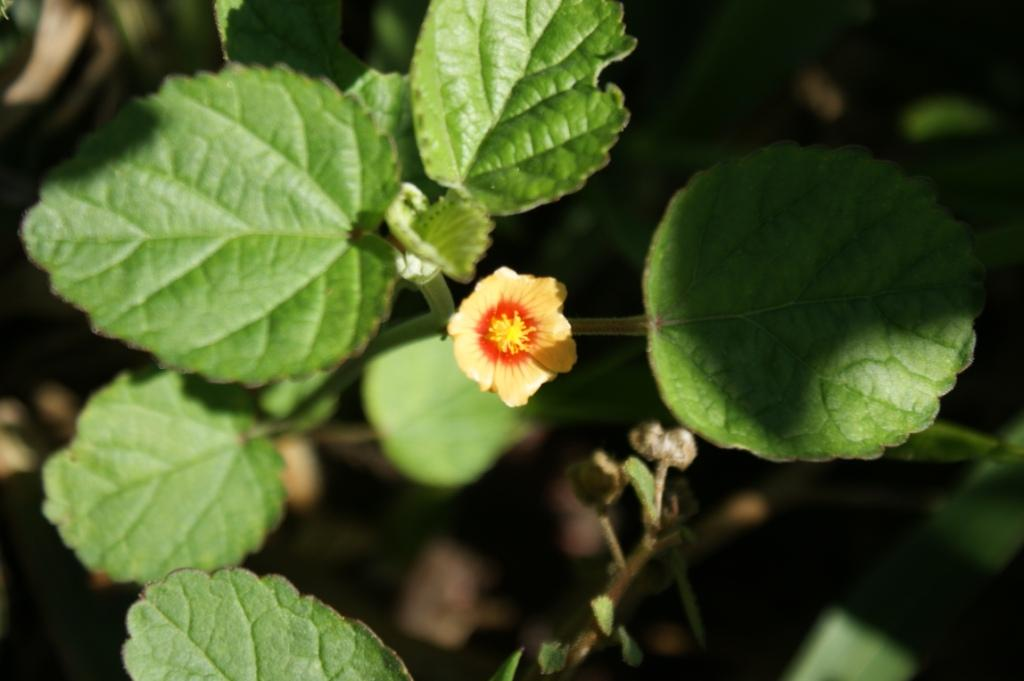
Indische Malve (Sida cordifolia)
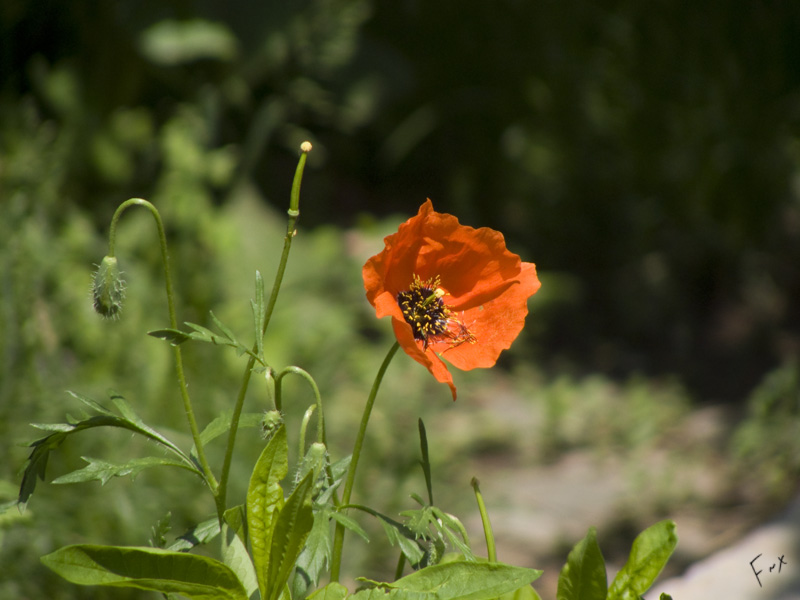
Asiatischer Tüpfelmohn (Roemeria refracta)

## Pharmakologie
Pseudoephedrin bewirkt vorwiegend in der Körperperipherie eine Ausschüttung von Katecholaminen und verhindert deren Wiederaufnahme in die Präsynapse. Dadurch wirkt es gefäßverengend und lässt bei Erkältungskrankheiten und Allergien die Nasenschleimhaut abschwellen. Es ist allerdings einem lokal anzuwendenden direkten Sympathomimetikum (Agonist an Alpha-1-Adrenozeptoren) wie Xylometazolin unterlegen. Die Plasmahalbwertszeit beträgt ca. 9–16 Stunden.
Zu bekannten Nebenwirkungen bei der Einnahme zählen Herzrasen, Blutdruckanstieg, Unruhe, Schlaflosigkeit und Angst bis hin zu Halluzinationen.

### Risikobewertung
Pseudoephedrin-haltige Arzneimittel stehen mit einem erhöhten Risiko für kardiovaskuläre und zerebrovaskuläre ischämische Ereignisse, einschließlich Schlaganfall und Herzinfarkt, in Verbindung, was mit der Pharmakologie selbst zu tun hat. Pseudoephedrin wirkt, indem es Nervenendigungen zur Freisetzung des Botenstoffs Noradrenalin anregt, der eine Verengung der Blutgefäße bewirkt. Dadurch wird weniger Flüssigkeit aus den Gefäßen freigesetzt, was zu einer geringeren Schwellung und einer geringeren Schleimproduktion in der Nase führt. Durch Verengung von Blutgefäßen erhöht es aber auch den Blutdruck: eine Erklärung für unerwünschte Nebenwirkungen.
Der Ausschuss für Risikobewertung im Bereich der Pharmakovigilanz (PRAC) der Europäischen Arzneimittel-Agentur (EMA) hat daher im Februar 2023 damit begonnen, Pseudoephedrin-haltige Arzneimittel zu bewerten. Pseudoephedrin-haltige Arzneimittel sind in verschiedenen EU-Mitgliedstaaten allein oder in Kombination mit Pharmaka zur Behandlung von Erkältungs- und Grippesymptomen wie Kopfschmerzen, Fieber und Schmerzen oder allergischer Rhinitis bei verstopfter Nase zugelassen (s. a. Handelsnamen).

## Doping
Pseudoephedrin hat eine leistungssteigernde Wirkung, ist allerdings häufig in Erkältungsmitteln enthalten. 
Seit dem 1. Januar 2010 steht es wieder auf der Verbotsliste der WADA, sofern eine Blutkonzentration von mehr als 150 µg/ml vorhanden ist.
Zuvor war jegliche Einnahme verboten, bis es 2002 von der Dopingliste des IOC gestrichen wurde. Der bekannteste Fall von Doping mit Pseudoephedrin betraf die rumänische Turnerin Andreea Răducan, die bei den Olympischen Spielen 2000 ihre Goldmedaille zurückgeben musste, weil sie vor einem Wettkampf ein Medikament eingenommen hatte, das Pseudoephedrin enthielt. Bei einer Dopingkontrolle führt die Einnahme von Pseudoephedrin, ähnlich wie beim Ephedrin, zu positivem Testergebnis.

## Rechtsstatus
Pseudoephedrin ist ein Amphetaminderivat und kann zur illegalen Produktion von Amphetamin oder Methamphethamin verwendet werden. In Deutschland fällt es nicht unter das Betäubungsmittelgesetz, sondern unter die Kategorie 1 des Grundstoffüberwachungsgesetzes als direkter Vorläufer von Betäubungsmitteln. Damit ist der Handel, Herstellung, die Ein- und Ausfuhr genehmigungs- und meldepflichtig. Pseudophedrin-Kombinationspreparate zur Erkältungsbehandlung sind nicht rezeptpflichtig.

## Handelsnamen
Monopräparate
Rinoral, ehemals Otrinol (CH), Sudafed (USA)
Kombinationspräparate
Aerinaze (A), Aspirin complex (D, A, CH), Benical (CH), Boxagrippal (D, A), Cirrus (PL), Clarinase (A), Disofrol (CH), Fluimucil Grippe (CH), Olytabs (D), Panadol Antigrippine (CH), Pretuval (CH), Ratiogrippal (D), Reactine duo (D), Rhinopront (D), Rhinadvil (F), Spalt Grippal (D), Tylolhot (TR), Wick Daynait (D), Wick Duogrippal (D), Gelocatil gripe (ES)